# التقنيات الناشئة
لقد غيرت التقنية الحياة التي نعيشها، والطريقة التي نتعامل معها ونتواصل بها كذلك، وأصبحنا نسمع كثيراً عن الابتكارات الرقمية التي تعتمد على التقنيات المتقدمة بشكل مستمر. يُطلق على هذه الابتكارات اسم «التقنيات الناشئة» والتي من الواقع انها ستعزز من العملية التعليمية التفاعلية وستغير من بيئة الأعمال والمجتمع بشكل جوهري.
سنتحدث في هذه الصفحة عن ستة تقنيات ناشئة من ناحية المفهوم والخصائص وأمثلة توظيفها في حياتنا.

## أولاً: الواقع الافتراضي:

### المفهوم
هو واقع محوسب يحاكي بيئة حقيقية ويسمح للمستخدم بالتفاعل معه في عالم افتراضي [بحاجة لمصدر]

### الخصائص
دخل الواقع الافتراضي عالم التعليم من الباب الكبير، وخلق موارد جديدة للتدريس، تم ذلك من خلال ادخال الطالب في بيئة ثلاثية الأبعاد (3D) تجعل كل شيء أكثر متعة وإثارة، وتشير التقديرات أنه بحلول عام 2021 ستستخدم 60% من مؤسسات التعليم العالي الواقع الافتراضي لخلق بيئة محاكاة تعليمية معززة.

### أمثلة
تم استخدام الواقع الافتراضي للعلاج النفسي أو العلاج المهني، والتأثير في إعادة التأهيل الظاهري.
يتنقل المرضى الذين يتلقون علاجًا للواقع الافتراضي عبر البيئات التي أُنشئت رقميًا ويكملون مهامًا مصممة خصوصًا غالبًا لعلاج مرض معين.

## ثانياً: الواقع المعزز:

### المفهوم
هي تقنية تعتمد على جلب العناصر المصممة بالحاسب ودمجها مع البيئة الواقعية بهدف تعزيز الواقع بهذه العناصر.[بحاجة لمصدر]

### الخصائص:[1]
ونشير إلى أنه هناك طريقتان لعمل الواقع المعزز. ففي حين تعتمد الطريقة الأولى إلى استخدام عالمات تستطيع الكاميرا التقاطها وتمييزها لعرض المعلومات المرتبطة بها، بينما تستعين الطريقة الثانية بالموقع الجغرافي أو ببرامج تمييز الصور لعرض المعلومات عن طريق خدمة.

### أمثلة
مختبر السلامة:
يتم إعداد صور أو بطاقات تحمل رمز السلامة، وتعلق في جميع أنحاء مختبر العلوم بحيث تشغل وسائط متعددة عند تفحص الطالب لها بواسطة كاميرات أجهزتهم الذكية، لتطلعهم على إجراءات وبروتوكولات السلامة المختلفة والخاصة بمعدات المختبر.
بطاقات تعليمية للصم وضعاف السمع:
باستخدام تقنية الواقع المعزز، يمكن إعداد بطاقات تعليمية تحتوي على مفردات يتم ربطها بمقاطع فيديو توضح كيفية التعبير عن هذه المفردات بواسطة لغة اإلشارة.

## ثالثاً: الحوسبة السحابية:

### المفهوم
توفير موارد تقنية المعلومات حسب الطلب عبر الإنترنت.وهو مصطلح يشير إلى المصادر والأنظمة الحاسوبية المتوافرة تحت الطلب عبر الشبكة والتي تستطيع توفير عدد من الخدمات الحاسوبية المتكاملة دون التقيد بالموارد المحلية بهدف التيسير على المستخدم.[بحاجة لمصدر]

### الخصائص
1. الخدمة الذاتية حسب الطلب.
2. الوصول الشبكي الواسع.
3. تجميع الموارد.
4. المرونة والسرعة.

### أمثلة
GoogleDrive
DropBox

## رابعاً: إنترنت الاشياء (IOT):

### المفهوم
هي شبكة من الاجهزة المادية والمركبات والاجهزة المنزليه وغيرها من الاشياء التي تحتوي على الكترونيات وبرامج ومستشعرات وطرق اتصال تمكنها من التواصل عبر البنية التحتية لشبكة الإنترنت.

### الخصائص
يسمح إنترنت الأشياء (IoT) بالاتصال بالإنترنت بما يتجاوز الأجهزة التقليدية، مثل أجهزة الحاسوب والهواتف الذكية، ويمتد إلى مجموعة متنوعة من الأشياء اليومية.

### أمثلة
منظمات الحرارة التابعة لجهاز التكييف، السيارات، المصابيح المنزلية، الساعات المنبهة وغيرها الكثير.

## خامساً: الدفع باستخدام الاجهزة المحمولة
المفهوم:
أصبح من الممكن الدفع في المحلات التجاريه عبر الاجهزة المحمولة سواء بالهواتف الذكية أو الاجهزة القابلة للارتداء مثل الساعات الذكية وأساور المعصم، تستخدم هذه الاجهزة تقنية يطلق عليها اتصال المجال القريب (NFC)

### الخصائص
تقنية اتصال المجال القريب (NFC) هي تقنية توصيل تعتمد على المعايير تتيح راحة أكبر لإجراء المعاملات وتبادل المحتوى الرقمي وتوصيل الأجهزة. وهي تقنية تتيح الاتصال اللاسلكي قصير المدى بين الأجهزة المختلفة مما يساعد على منع الاتصال غير المصرح به. ويتم تفعيلها عن طريق تقريب جهازَي NFC معًا بمسافة قراءة قصوى تبلغ سنتيمترًا واحدًا تقريبًا.

### أمثلة
يمكنك مشاركة عناوين الويب أو جهات الاتصال أو أرقام الهواتف أو المسارات الموسيقية أو مقاطع الفيديو أو الصور الفوتوغرافية.
كما يُعد Google Bewertung Aufsteller mit NFC + QR Code أداة حديثة مصممة لتسهيل وصول العملاء إلى صفحة التقييمات الخاصة بالنشاط التجاري على Google. 
يجمع هذا الحامل بين تقنية الاتصال قريب المدى (NFC) ورمز الاستجابة السريعة (QR Code)، مما يمكّن العملاء من ترك مراجعات بسهولة عبر تمرير هواتفهم الذكية فوق الجهاز أو مسح الرمز ضوئيًا. بفضل هذا الحل الرقمي المبتكر، يمكن للشركات تحسين تفاعل العملاء وزيادة عدد التقييمات بسرعة، مما يعزز حضورها الرقمي وسمعتها على الإنترنت.

## سادساً: الاتصالات الخلوية فائقة السرعة[بحاجة لمصدر]
المفهوم:
لقد أحدثت تقنية الاتصالات من الجيل الرابع 4G والجيل الخامس 5G تحولاً في عالم الترفيه والاعمال والطب

### الخصائص
يُقصد بتقنية 5G الجيل الخامس من التكنولوجيا الخلوية. وهي مصممة لزيادة السرعة وتقليل زمن الاستجابة وتحسين مرونة الخدمات اللاسلكية. تتمتع تقنية 5G بسرعة قصوى نظرية تبلغ 20 جيجابت في الثانية، بينما تبلغ السرعة القصوى لتقنية 4G 1 جيجابت في الثانية فقط.
وتعد شركة 5G أيضًا بتقليل زمن الاستجابة، ويمكن أن يحسن ذلك أداء تطبيقات الأعمال والتجارب الرقمية الأخرى (مثل الألعاب عبر الإنترنت ومؤتمرات الفيديو والسيارات ذاتية القيادة).

### أمثلة
توفّر Cisco هذه الشبكة المؤتمتة والمستندة إلى البرامج من السحابة إلى العميل لتقنية 5G. بنية Cisco ONE عبارة عن بنية سحابية محددة بالبرامج وتعطي الأولوية للسحابة الإلكترونية، وهي تساعد في إجراء عمليات النشر بسلاسة للمؤسسات ومزودي الخدمات، ويشمل ذلك التجوال المفتوح بين الشبكات الخلوية وشبكات Wi-Fi، شبكة Wi-Fi 6 الجديدة (المعروفة أيضًا باسم 802.11ax)، والتي تشترك في عدة سمات مع بنية 5G.
1. ↑  "مسار تقنية الواقع المعزز و الواقع الافتراضي | بوابة مهارات المستقبل". futureskills.mcit.gov.sa. مؤرشف من الأصل في 2022-04-21. اطلع عليه بتاريخ 2022-04-19.
2. ↑  "Login". Dropbox (بالإنجليزية). Archived from the original on 2022-04-17. Retrieved 2022-04-19.
3. ↑  "إنترنت الأشياء (IoT) | وزارة الاتصالات وتقنية المعلومات". www.mcit.gov.sa. مؤرشف من الأصل في 2022-01-29. اطلع عليه بتاريخ 2022-04-19.
4. ↑  "ما هي خاصية NFC؟ | Sony الشرق الأوسط". www.sony-mea.com. مؤرشف من الأصل في 2021-05-13. اطلع عليه بتاريخ 2022-04-19.
5. ↑  "NFC Aufsteller - Mehr positive Google-Bewertungen". Bewertungsfokus (بالألمانية). Retrieved 2025-01-30.
6. ↑  "ما المقصود بتقنية 5G؟". Cisco. مؤرشف من الأصل في 2022-02-21. اطلع عليه بتاريخ 2022-04-19.